# Сува, Тосинари
Тосинари Сува (яп. 諏訪 利成; род. 29 января 1977, Исэсаки, Гумма) — японский легкоатлет, специалист по бегу на длинные дистанции и марафону. Выступал за сборную Японии по лёгкой атлетике в 2000-х годах, участник ряда крупных международных соревнований, в том числе летних Олимпийских игр в Афинах.

## Биография
Тосинари Сува родился 29 января 1977 года в городе Исэсаки префектуры Гумма, Япония.
Занимался бегом ещё во время учёбы в школе, но первые серьёзные успехи пришли к нему только после поступления в Университет Токай — состоял в местной легкоатлетической команде, неоднократно принимал участие различных студенческих соревнованиях, в том числе в эстафетных гонках экидэн. Позже представлял команду пищевой компании Nissin Foods.
Дебютировал на марафонской дистанции в 2001 году, в зачёте Наганского марафона с результатом 2:16:18 финишировал вторым.
В 2002 году стал четвёртым на Марафоне озера Бива, показав время 2:09:10.
На Марафоне озера Бива 2003 года закрыл десятку сильнейших (2:11:47), затем стал серебряным призёром Фукуокского марафона, уступив на финише только соотечественнику Томоаки Кунитика. При этом Сува установил свой личный рекорд в данной дисциплине (2:07:55), который оставался лучшим его достижением на протяжении всей дальнейшей карьеры.
Благодаря удачному выступлению в Фукуоке удостоился права защищать честь страны на летних Олимпийских играх 2004 года в Афинах, в программе мужского марафона показал время 2:13:24, расположившись в итоговом протоколе соревнований на шестой позиции.
После афинской Олимпиады Сува ещё достаточно долго оставался действующим элитным бегуном и продолжал принимать участие в крупнейших международных стартах. Так, в 2005 году он вышел на старт Лондонского марафона, занял здесь седьмое место с результатом 2:10:23.
В 2006 году финишировал пятым на Фукуокском марафоне, показав время 2:08:52.
Отобравшись в основной состав японской национальной сборной, в 2007 году выступил на домашнем чемпионате мира в Осаке, где пробежал марафонскую дистанцию за 2:18:35 и стал в итоговом протоколе седьмым.
В 2008 году финишировал четвёртым на Токийском марафоне (2:09:16) и восьмым на Берлинском марафоне (2:13:03). Отбор на Олимпиаду в Пекине, вновь проходивший в Фукуоке, на сей раз пропустил.
В 2009 году занял 16 место на Хоккайдском марафоне (2:17:04).
В 2010 году закрыл десятку сильнейших на Марафоне Беппу — Оита (2:13:16) и стал тринадцатым на Фукуокском марафоне (2:19:35).
В 2013 году одержал победу на небольшом марафоне в Такасаки (2:38:24) и на этом завершил спортивную карьеру, решив посвятить себя тренерской деятельности.